# Friscaletto
Il friscaletto (friscalettu in siciliano) è uno zufolo di canna tipico della musica popolare della Sicilia. È considerato, insieme al marranzano, al tamburello e alla quartara, uno degli strumenti simbolo della musica folcloristica siciliana.
È chiamato in maniera simile in tutta la Sicilia, eccezion fatta per il paese di San Fratello, in provincia di Messina. Qui la parlata locale risente ancora delle radici gallo-italiche e il friscaletto prende il nome di vescot.
Un elemento fondamentale della sua struttura è il tappo (realizzato in legno di oleandro, ulivo o fico). Ha sette buchi nella parte anteriore e, pur essendo un flauto artigianale molto semplice, presenta due buchi posteriori (a differenza, ad esempio, dei flauti irlandesi).
Il friscaletto è uno strumento che non permette variazioni volumiche di piano e forte, poiché una maggiore intensità nell'emissione del fiato ne causa inevitabilmente la stonatura della melodia. Ciascun friscaletto ha quindi la propria personalità, il proprio timbro e le proprie sfumature. 
Fa parte della famiglia degli aerofoni, essendo affine al flauto dolce. Esistono, come per gli altri flauti, friscaletti realizzati con diverse accordature. I più comuni sono accordati in do, in sol e in la.
Viene citata più volte nella canzone Eh, Cumpari! di Julius La Rosa. 